# Курбанов, Зарбали Касым оглы
Зарбали Касым оглы Курбанов (1932, Нариманлу, Басаргечарский район — 2003, Баку) — первый секретарь Амасийского районного комитета партии (1981—1985), редактор газеты «Совет Эрменистаны» (1985—1989), депутат Верховного Совета Армянской ССР (1986—1990).

## Жизнь и деятельность
Зарбали Курбанов родился в 1932 году в селе Нариманлы Басаркечерского района. Окончил Нахичеванское педагогическое училище, Сельскохозяйственный институт, Высшую партийную школу. Работал директором школы, председателем колхоза, председателем исполкома Басаркечерского райсовета народных депутатов. В 1981—1985 годах занимал должность первого секретаря парткома Амасийского района, а после 1985 года — редактора «Совет Эрменистаны». В 1986—1990 годах являлся депутатом Верховного Совета Армянской ССР; в 1988 году был избран заместителем председателя его Президиума.
12 июля 1994 года был назначен на должность ведущего инспектора по кадрам Государственного комитета по делам беженцев и вынужденных переселенцев Азербайджанской Республики. С 1998 года и до конца жизни работал в отделе дел аппарата президента.
Умер в 2003 году в Баку.